# Gammelsjön
Gammelsjön är en sjö i Hudiksvalls kommun i Hälsingland och ingår i Delångersåns huvudavrinningsområde. Sjön är 5,8 meter djup, har en yta på 0,105 kvadratkilometer och är belägen 63 meter över havet.

## Delavrinningsområde
Gammelsjön ingår i det delavrinningsområde (685542-155483) som SMHI kallar för Utloppet av Gammelsjön. Medelhöjden är 90 meter över havet och ytan är 1,55 kvadratkilometer. Det finns inga avrinningsområden uppströms utan avrinningsområdet är högsta punkten. Vattendraget som avvattnar avrinningsområdet har biflödesordning 2, vilket innebär att vattnet flödar genom totalt 2 vattendrag innan det når havet efter 47 kilometer. Avrinningsområdet består mestadels av skog (68 procent). Avrinningsområdet har 0,11 kvadratkilometer vattenytor vilket ger det en sjöprocent på 6,9 procent.